# ليلى لوبيز
ليلى لوبيز (ولدت في 26 فبراير 1986 في أنغولا) هي ملكة جمال الكون عام 2011 ، انتخبت في الدورة الستين من مسابقة ملكة جمال الكون في البرازيل والتي تنافست فيها 16 فتاة تم اختيارهم من بين 89 فتاة  و5 فتيات وصلت إلى المرحلة النهائية هن ملكة جمال الصين، والفلبين والبرازيل وأنغولا وأوكرانيا وهي رابع ملكة جمال تكون سوداء البشرة.